# Ostravská operace
Ostravská operace též ostravsko-opavská operace (Моравско-Остравская наступательная операция) byla vojenská ofenzíva Rudé armády probíhající od 10. března do 5. května 1945. Spočívala v útoku rudoarmějců a jednotek 1. čs. armádního sboru směrem na československé Slezsko a severní Moravu a průniku na území Československa. Při plánování útoku byly vzaty do úvahy i skutečnosti, že hlavní cíl – Ostrava a ostravsko-karvinská uhelná pánev – je velké průmyslové centrum s velkým významem pro poválečnou obnovu Československa. Bylo též nutno počítat se silnou obranou Němců, kteří mohli využít pohraniční opevnění z předmnichovské republiky.

## Význam operace
Moravská Ostrava, Vítkovice, Karviná a Třinec byla po celou dobu války významným centrem nejen hutního a těžkého průmyslu, ale i strojní a vojenské výroby Německa. Po obsazení německého Porúří západními spojenci mělo Ostravsko pro Třetí říši klíčový význam. Tvořila 30 % celkové průmyslové produkce se strategickou výrobou litiny a oceli a specifickými nenahraditelnými průmyslovými technologiemi, umocněné strategickou dopravní polohou. Z vojensko-strategického hlediska měla obrana hranic celé Moravy a Čech zabránit přístupu Rudé armády do České kotliny a Prahy. Tento vojensko-politický aspekt prosazoval u Hitlera zejména polní maršál Ferdinand Schörner. Přesvědčoval Hitlera o tom, že seskupování armád na Odře směrem k Berlínu, je klamný manévr a Stalinovi jde prvotně o Čechy a Moravu a Prahu, která je dobývána ze všech stran. Argumentoval také starým vojenským příslovím "Kdo je vládcem České kotliny, ten je vládcem Evropy."
Státní ministr Karl Hermann Frank oddán Třetí říši do posledních dnů chtěl Hitlera přesvědčit o svých schopnostech. Několikrát osobně navštívil pohraničí s Polskem a Ostravu při budování obranných tankových zákopů, dělostřeleckých a kulometných pozic. Obranná linie ze železa, betonu a minových polí, byla vytvořena již na území Polska a měla pět pásem a zasahovala místně až do hloubky 40–50 km. Tyto nové opevňovací práce byly zahájeny již v lednu 1945 a podílelo se na nich 39 000 osob. Postupně navazovaly na systém těžkého a lehkého opevnění vybudovaný čs. armádou do roku 1938 – tzv. betonová slezská brána.

## Počáteční plán a rozložení vojenských sil
Jedním z důležitých aspektů plánování Ostravská operace, bylo poutat vojenské a materiální síly armádní skupiny Mitte a umožnit rychlý postup 1. ukrajinského a 1. a 2. běloruského frontu směrem k Berlínu.

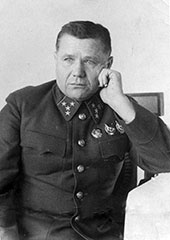
Armádní generál Andrej Ivanovič Jerjomenko, od 1955 maršál SSSR

Náročný průlom důmyslným obranným systémem byl svěřen 4. ukrajinskému frontu armádního generála Ivana Jefimoviče Petrova. Plán Ostravské operace byl schválen již 17. února a jeho součástí byl také postup vojsk 18. armády Gastiloviče a čs. armádního sboru z Liptovského Mikuláše – Ružomberka – Žiliny na Kroměříž. Hlavním úkolem 18. armády bylo rovněž poutat a ničit síly německých vojsk. Široce rozložená operace měla být koordinována s činností levého křídla 1.ukrajinského frontu na území Polska a postupem 2.ukrajinského frontu přes Maďarsko – Bratislavu – Vídeň – Brno. Celá Ostravská operace měla podle původního plánu dosáhnout linie Šternberka – Olomouce – Tovačova během osmi dnů.
Petrov měl k útoku na Ostravu k dispozici 38., 1. gardovou, 8. leteckou armádu a část 18. armády. Zpočátku měly celkem 2 571 děl (1 275 děl, 1 296 minometů) 4 337 kulometů a 184 tanků a samohybných děl, 410 letadel a měla u Ostravy, Opavy a Těšína okolo 130–150 000 mužů.
- 38. armáda – generálplukovník Kirill Moskalenko – pravé křídlo – Ostravsko, poté Opavsko
- 1. gardová armáda – generálplukovník Andrej Grečko – střed – Ostravsko a Hlučínsko
- 8. letecká armáda – generálporučík letectva Vasilij Nikolajevič Ždanov[6]
- 18. armáda – generálporučík Anton Gastilovič – levé křídlo – Těšínsko, Karvinsko

V sestavě německého Wehrmachtu a Waffen-SS dominovala 1. tanková armáda generálplukovníka Gottharda Heinriciho. Zpočátku ji doplnilo osm pěších divizí, dvě bojové skupiny, tři samostatné pluky a šestnáct samostatných praporů, které disponovaly 1500 děly a minomety, 100 tanky a samohybnými děly a 120 letouny. Celkem měla Heinriciho armáda na Ostravsko-opavském a Těšínském směru okolo 90–110 000 mužů, ale tento počet se průběžně měnil později po jejím doplnění.

## 1. fáze (10.–17. března)
Operace byla v podstatě zahájena již počátkem března poté, co sovětská vojska pronikla v rámci Viselsko-oderské operace. Během několika dnů pronikla k řece Odře na vzdálenost 60 km od Berlína a následně provedla dílčí útoky na německá vojska nacházející se v okolí města. V jižní části postupu zahájila vojska 1. ukrajinského frontu 1. března Hornoslezskou operaci, která souběžně probíhala až do konce března.
Petrovův 4. ukrajinský front zahájil Ostravsko-Těšínskou operaci 10. března na polském území, kdy hlavní směr útoku byl veden od Strumieň na Fryštát a od Bílsko-Bělé – Skočov na Český Těšín. Na průlom 15 kilometrů široké obrany byla určena 38. Moskalenkova armáda a Grečkovy dvě tankové brigády a tři pluky samohybných děl a další podpůrné jednotky. Vzhledem k špatnému počasí, nebylo možné zaměřit dělostřeleckou palbu a využít letecké podpory. Seskupení vojsk a přípravu operace se také nepodařilo utajit a tak Sovětská vojska v rozbahněném terénu postupovala velmi pomalu. Fronta urazila za týden jen o 6–12 km a utrpěla neúnosné ztráty, což bylo nejen pro Petrova nečekaným fiaskem a proto byla první fáze 17. března ukončena.

## 2. fáze (24. března – 7. dubna)
Na základě neúspěchů byl první plán operace zcela přepracován a odeslán ke schválení generálnímu štábu do Moskvy. Vojska přešla dočasně do obrany a došlo k přeskupení a přemístění hlavních vojsk na opavský směr. Byl tak změněn hlavní směr útoku, neboť probíhaly tvrdé boje o polskou Ratiboř, která byla Němci zuřivě bráněna. Na základě situace byla 1. československá samostatná tanková brigáda doplněna na plný stav 63 tanků a společně s praporem samopalníků dohromady čítala 1528 vojáků. Byla převelena ze slovenského Kežmarku k sestavě 38. armády, které byl 5. gardový mechanizovaný sbor odvelen. Současně byla zapojena také 1. čs. smíšená letecká divize Františka Fajtla.
Němci využili také přestávky a 21. března odvolali gen. Heinriciho, kterého nahradil zkušený gen. Walter Nehring a posílil obrannou sestavu o další vojska a těžkou techniku.
Během 24. března byla zahájena druhá fáze operace 38. armádou, která obešla německá obranná postavení od města Żory a Wodzisław Śląski. Pomocný úder na Karvinsko vedla přeskupená Grečkova 1. gardová armáda. Dne 25. března byl velitel 4. ukrajinského frontu Petrov odvolán z funkce a převelen do funkce náčelníka štábu Koněvova 1. ukrajinského frontu a nahrazen generálem Andrejem Jerjomenkem. Grečkova armáda postoupila k Bohumínu a zastavila se na Odře, kde tanky v řece uvízly a nezískaly tak důležité předmostí pro další postup. Grečkově armádě se nezdařil také postup směrem na Darkovice.

## Změna strategického plánu (7.–14. dubna)
Na základě vývoje vojenských operací u Berlína, Bratislavy a před Vídní, vydal generální štáb rozhodnutí zastavit operaci, opět přehodnotit celkový plán, posílit sestavu a dobýt co nejdříve Opavu i Moravskou Ostravu. Dále pokračovat směrem k Fulneku – Hranicím na Moravě a ve druhém směru na Moravský Beroun – Šternberk až k Olomouci. Zde měla vojska společně s 2. ukrajinským frontem maršála Malinovského do kleští sevřít u Prostějova 1. tankovou armádu a hlavní část Schörnerovy armádní skupiny Mitte. Proto byla ofenzíva 7. dubna opět na týden zastavena a vojska byla posílena také o 60. armádu velitele 2. běloruského frontu generála Pavla Kuročkina Obsahovala 1. tankový sbor a tři horské střelecké divize. V tomto období probíhala linie fronty na čáře západně od města Nysa přes Krnov, odtud severně od Opavy a jižně od Ratiboře, Wodzisław a východně od Českého Těšína směrem ke Slovensku. Sovětské vrchní velitelství rozhodlo, že rozhodující útok vojsk 4. ukrajinského frontu na ostravském směru bude zahájen těsně před útokem na Berlín. Hlavní útok měl být veden po západním břehu Odry, pomocný úder po jejím břehu východním.

## 3. fáze (15.–25. dubna) osvobození Opavy, Hrabyně
Hlavní část 3. fáze operace začala 15. dubna 1945 v 10 hodin průnikem československých již jen 32 tanků, kteří vstoupili na čs. území u Sudic. Tankisté byli na pravém křídle 38. armády a pronikli až mezi Kravaře a Dolní Benešov. Do útoku vyrazila také vojska 60. armády generála Kuročkina, včetně Kuzněcovova 1. tankového sboru, čítající významnou posilu 123 tanků a samohybných děl. Útočící vojska měla k dispozici teoreticky více než 300 tanků, avšak narážela na pevnou obranu německých vojsk posílenou dalšími tanky, které činily dohromady okolo 325 kusů. Při postupu také na řece Opavě a Odře utrpěla Rudá armáda další nečekaně velké ztráty. Hlavní opavské obranné pásmo bylo prolomeno až ve dnech 20.–22. dubna.
Dne 22. dubna osvobodila vojska 60. armády Opavu, ve které proběhly nejurputnější boje celé operace na československém území, kde zahynulo okolo 2 000 vojáků. Město bylo bombardováno těžkými děly a letectvem, kdy bylo zničeno stovky domů a stalo se nejzničenějším městem Československa. Až tento úspěch umožnil vojskům rozvinutí útoku směrem na Ostravu od východu ve směru na Háj ve Slezsku, Hrabyni a Velká Polom. Byly překonány statické obranné systémy čs.armády, ale vojsko bylo u Opavy vyčerpané namáhavými boji. Kromě Opavy se obec Hrabyně také stala jedním z hlavních symbolů Ostravsko-opavské operace. Bojovalo se o ni intenzívně šest dnů (21.–27. dubna), kdy byla pro Němce strategickým návrším a Němci zde kladli houževnatý odpor. Němci ze svých pozic mohli ostřelovat cestu od Opavy a brzdit tak postup tanků a samohybných děl. Velmi tuhé boje probíhaly na Hlučínsku o Darkovice, které probíhaly šest dnů až do 29. dubna a jsou rovněž symbolem těchto bojů.

## 4. fáze (26.–30. dubna) osvobození Moravské Ostravy

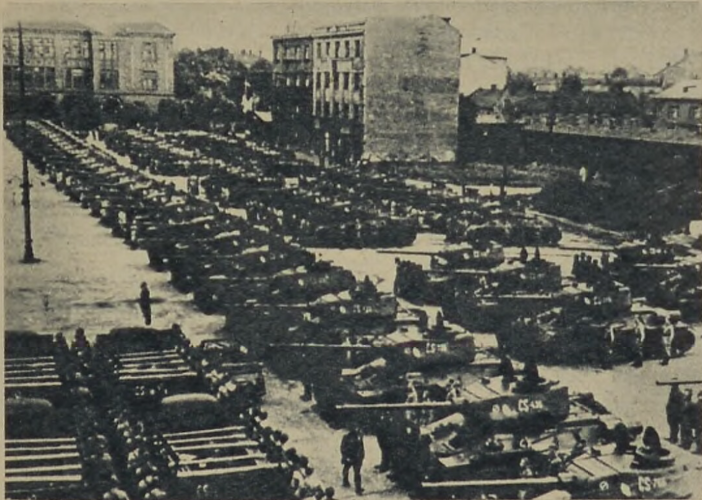
1. čs. tanková brigáda v Ostravě

Hlavní údery pokračovaly 26. dubna na obec Velká Polom podporované letectvem a dále ve směru do Ostravy-Plesné a Krásné Pole. Postup 1. čs. samostatné brigády jižním směrem zastavil urputně bráněný Čavisov a Hýlov u Klimkovic. Během 27. dubna probíhaly boje o Polanku nad Odrou, Klimkovice a zejména Porubu, která byla dobyta až po třech dnech bojů. Během 28.–30. dubna Němci kladli odpor u Třebovic a 29. dubna sovětská vojska obsadila Hlučín a dobyla Darkovice. Bylo dosaženo čáry Tísek–Zbyslavice–Svinov. Za svítání 30. dubna překročily hlavní síly 38. armády řeku Odru a osvobodily Svinov. Časně ráno proniklo posledních sedm bojeschopných československých tanků s výsadkem brigádních samopalníků a průzkumníků.také od západu do Ostravy-Zábřehu, Novou Ves a Výškovice. Postupně dosáhly 14.40 středu města ve Vítkovicích, když přijel první tank z náměstí Jiřího z Poděbrad. Tanky 1. čs. tankové brigády postupovaly dál do týlu Němců a společně se sovětskou 128. gardovou střeleckou divizí obsadily střed Moravské Ostravy krátce po 15 hodině. Po 19. hodině se podařilo možná díky ostravskému občanovi Miloši Sýkorovi, který zabránil destrukci mostu přes řeku Ostravici, proniknout československým a sovětským jednotkám z Moravské do Slezské Ostravy. Při bojích v Ostravě se stále více projevovaly potíže německé armády s přísunem pohonných hmot, munice a dalšího materiálního vybavení. Jednotkám hrozilo, že se postupem sovětských jednotek na jiných úsecích dostanou do obklíčení a tak se z Ostravy nestal Stalingrad. Hlavní část Ostravy byla prakticky ještě téhož dne osvobozena s Bohumínem a Rychvaldem, čímž hlavní část Ostravsko-opavské operace v podstatě skončila.

## 5. fáze (1.–5. května) ukončení Ostravské operace
Zadní voj Němců bránil do večera 1. května Hrabůvku, Výškovice a Hrabovou. Časně ráno 2. května byl osvobozen Vratimov a do večera Šenov. Při těchto bojích zaútočila sovětská vojska 38. armády na Fulnek a Olomouc, vojska 1. gardové armády ve směru na Místek a Nový Jičín, 18. armáda pokračovala ve směru na Čadcu, Velké Karlovice a Rožnov pod Radhoštěm. 3. května byl osvobozen Těšín, Karviná, Třinec a Místek. Vojska pokračovala dále směrem na střední a severozápadní Moravu a Slezsko. Osvobozením Orlové, Těšína, Fulneku, Šternberka, Frenštátu, Příbora, Nového Jičína do 5. května byla Ostravská operace ukončena.
V tomto období byly vydány první rozkazy k Pražské operaci, která se z hlediska dalšího postupu vojsk stala prioritní. Byla vytvořena armádní úderná skupina, jejíž součástí byly i československé tanky, jež postupovala z prostoru Litovle směrem na Moravskou Třebovou, Svitavy, Čáslav, Kutnou Horu a která dosáhla plánovaného cíle – města Prahy 10. května 1945.

## Celková bilance
Náročné a nejtěžší boje na území Protektorátu probíhaly 41 dnů a nesouvisle probíhaly téměř dva měsíce. Průběh nečekaně dlouhého a vleklého konfliktu ovlivnilo více nepříznivých faktorů a je třeba vidět problematiku v širších souvislostech hlavního tzv. berlínského směru. Druhá a třetí fáze operace je typickou ukázkou technicko-taktické manévrovací války, která poutá vojenské a průmyslové zdroje nepřítele. Do bojů se zapojilo okolo 225 000 Rudoarmějců a příslušníků čs. tankové brigády, z nichž téměř 24 000 padlo a 89 000 jich bylo raněno. Českoslovenští tankisté přišli u Ostravy o všechny tanky. Německé vojsko mělo asi 155 000 vojáků. Z tohoto počtu padlo nebo z boje bylo vyřazeno okolo 75 000 mužů a 20 000 bylo zajato. Tento údaj zahrnuje také vojska 18. armády Antona Gastiloviče postupující v rámci operace z Polska na Těšín a Oravu – Žilinu – Čadcu – Velké Karlovice – Rožnov a Vsetín. Součástí operace byl také postup Rudé armády a čs. armádního sboru od východu Slovenska údolím Váhu od Liptovského Mikuláše – Ružomberka – Martina – Žiliny. Rumunská vojska s Rudou armádou postupovala také od Prievidze přes Trenčín na Zlín.
První fázi operace nepochybně ovlivnil obranný systém zejména nově zbudovaných opevnění místně také systém opevnění čs. armády. Významný byl systém železobetonových a polních opevnění s drátěnými a minovými zátarasy v délce až 50 km na území Polska. České bunkry, sruby a střílny však již nebyly osazeny zbraněmi a ventilačními zařízeními a tak je Němci nemohli plně využít. Přece jen poskytly Němcům opěrné body, vhodné úkryty a bojové zázemí. O těžké objekty bývalého československého opevnění na Opavsku a Ostravsku se začalo bojovat až v třetí fázi operace. V některých pevnostních objektech na západ od Opavy se dokonce držely německé jednotky až do začátku května, kdy pod hrozbou obklíčení samy ustoupily. Je nutné zohlednit, že se Rudá armáda s takovým typem hlubokého obranného systému opevnění nikde nesetkala. Významným faktorem bylo, že nebylo v zájmu zajistit klíčovou tankovou převahu a všech útočných prostředků a průběžně nahrazovat její velké ztráty. Podle některých vojenských historiků byla situace v klíčových zbraňových systémech do půlky dubna vyrovnaná a obránci kladli velmi tvrdý, dobře organizovaný, promyšlený a někdy i fanatický odpor. V určitých místech postup ztížil také vodní tok Opavy a Odry a často nepříznivé počasí pro větší leteckou podporu. Mnoho míst doslova přešlo několikrát z ruky do ruky bojujících stran, třeba Pusté Jakartice, Štítina, Hrabyně, Bolatice či Kravaře.
Morálka německých vojsk koncem války všeobecně postupně upadala a množily se dezerce. Ferdinand Schörner nastolil v armádě zcela výjimečný a nejkrutější válečný stav. Poté, co padla Opava, Hrabyně a další strategické opěrné body, bylo zcela jasné, že Ostravu již nejde ubránit a je nutné zavčasu ustoupit, postřílel část svých důstojníků ze štábu za zbabělost a poraženectví[zdroj⁠?!] Také je nutné zohlednit, že Petrovův nově vzniklý 4. ukrajinský front byl nejméně úspěšným frontem. Uvádí se, že jeho vojska měla nejhorší výsledky a byly nejslabší jak po stránce technické tak i personální. Petrovovi však byly od počátku vzniku jeho frontu svěřeny náročné úkoly při Východokarpatské operaci (Karpatsko-dukelské a Karpatsko-užhorodské) Také vedl s Josefem Gastilovičem a Kirilem Moskalenkem náročné osvobozování hornatého Slovenska. Vývoj na bojištích se změnil až při třetí fázi 15. dubna po připojení 60. armády a jejího tankového a střeleckého sboru. Dne 24. dubna odeslal Hitler Schörnerovi depeši, ve které doufá, že ještě přesune své vojsko a zachrání Berlín. Závěr války na všech frontách v celé Evropě donutil stále objemnou armádní skupinu Mitte k ústupu od Ostravy, Brna i Olomouce. Nejdůležitější boje proběhly na Opavsku a prolomením jeho obranných linií se otevřel přístup k Ostravě a bylo zásadním úspěchem celé operace.